# Actinotia polyodon
Actinotia polyodon là một loài bướm đêm trong họ Noctuidae.

## Hình ảnh

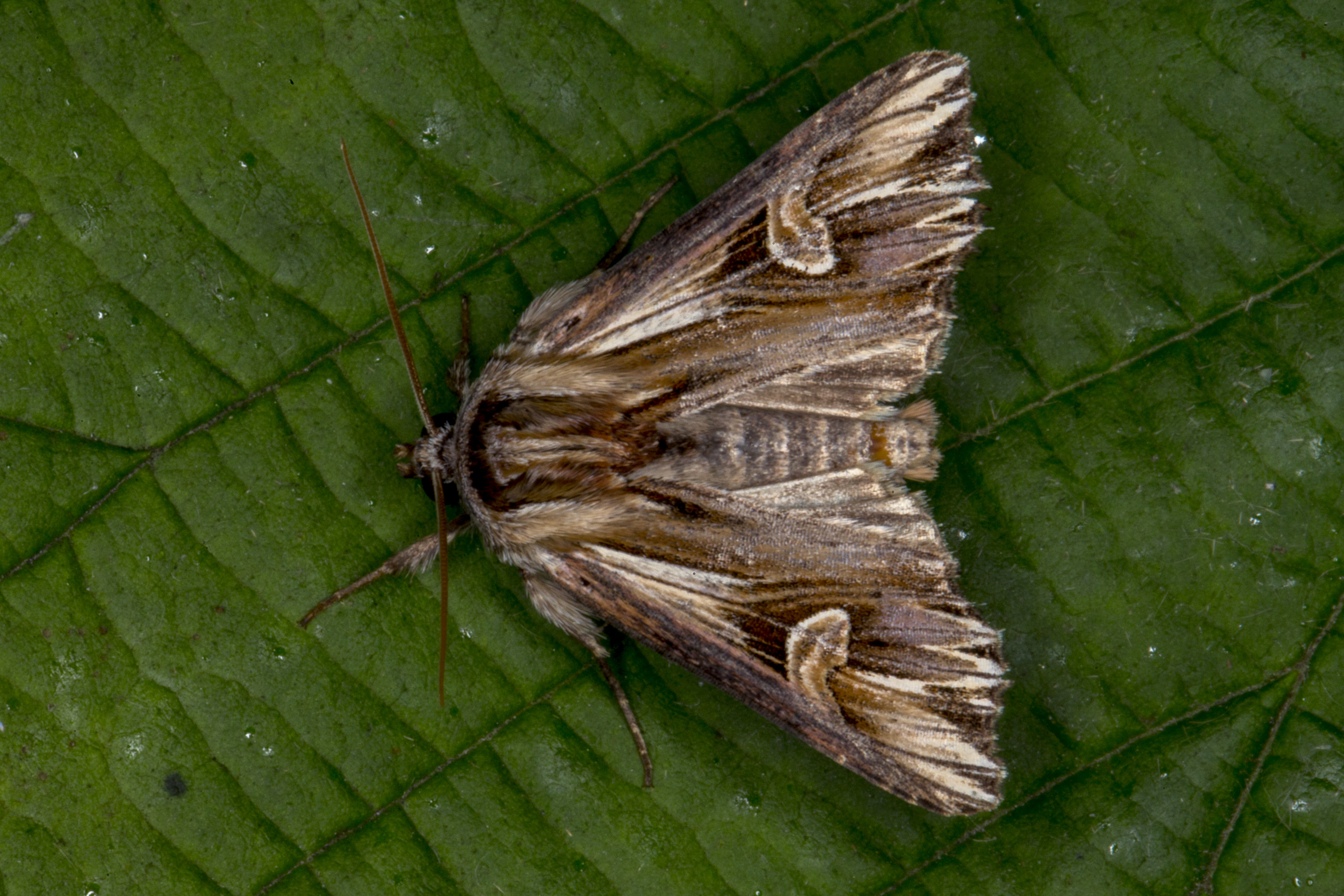
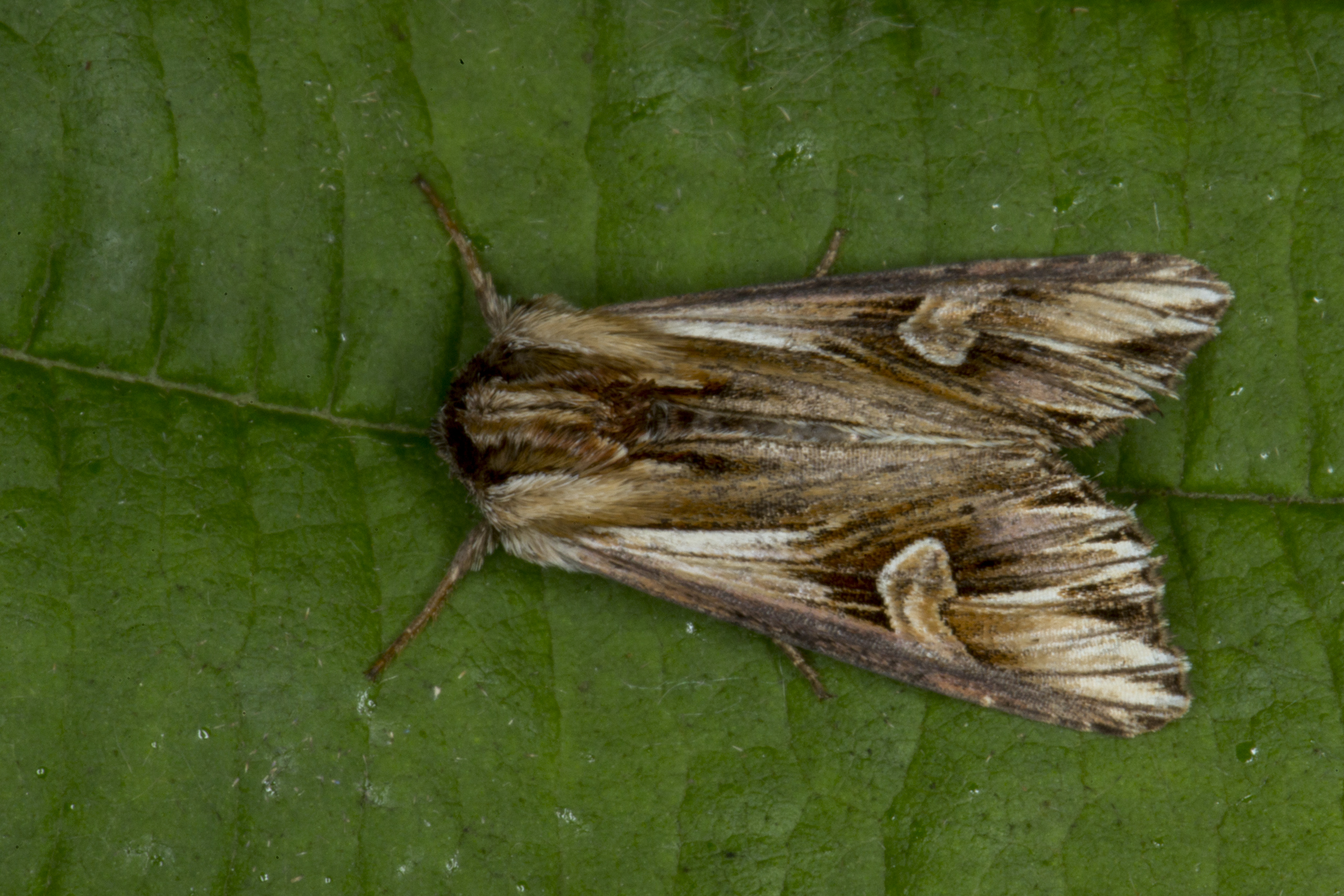
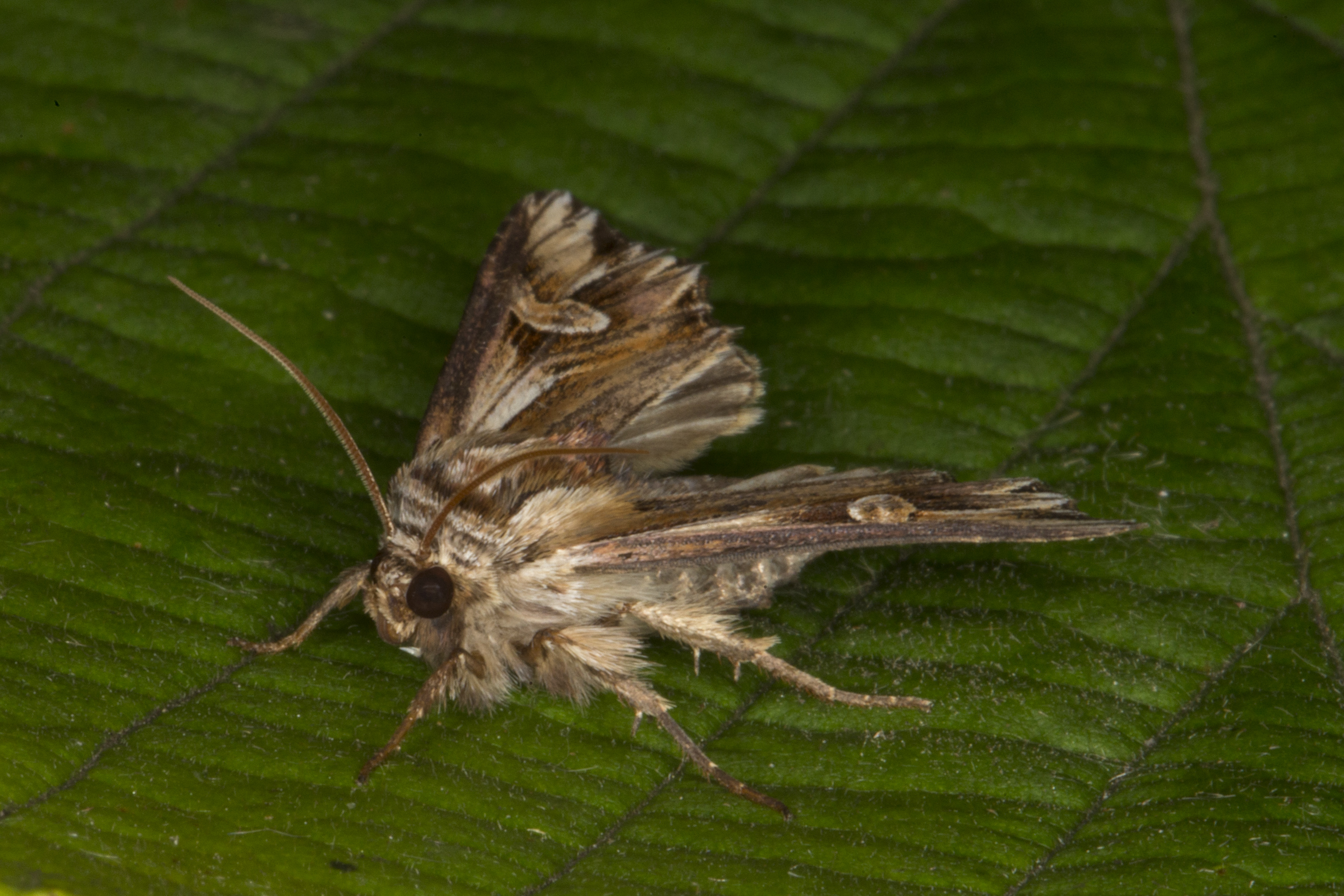
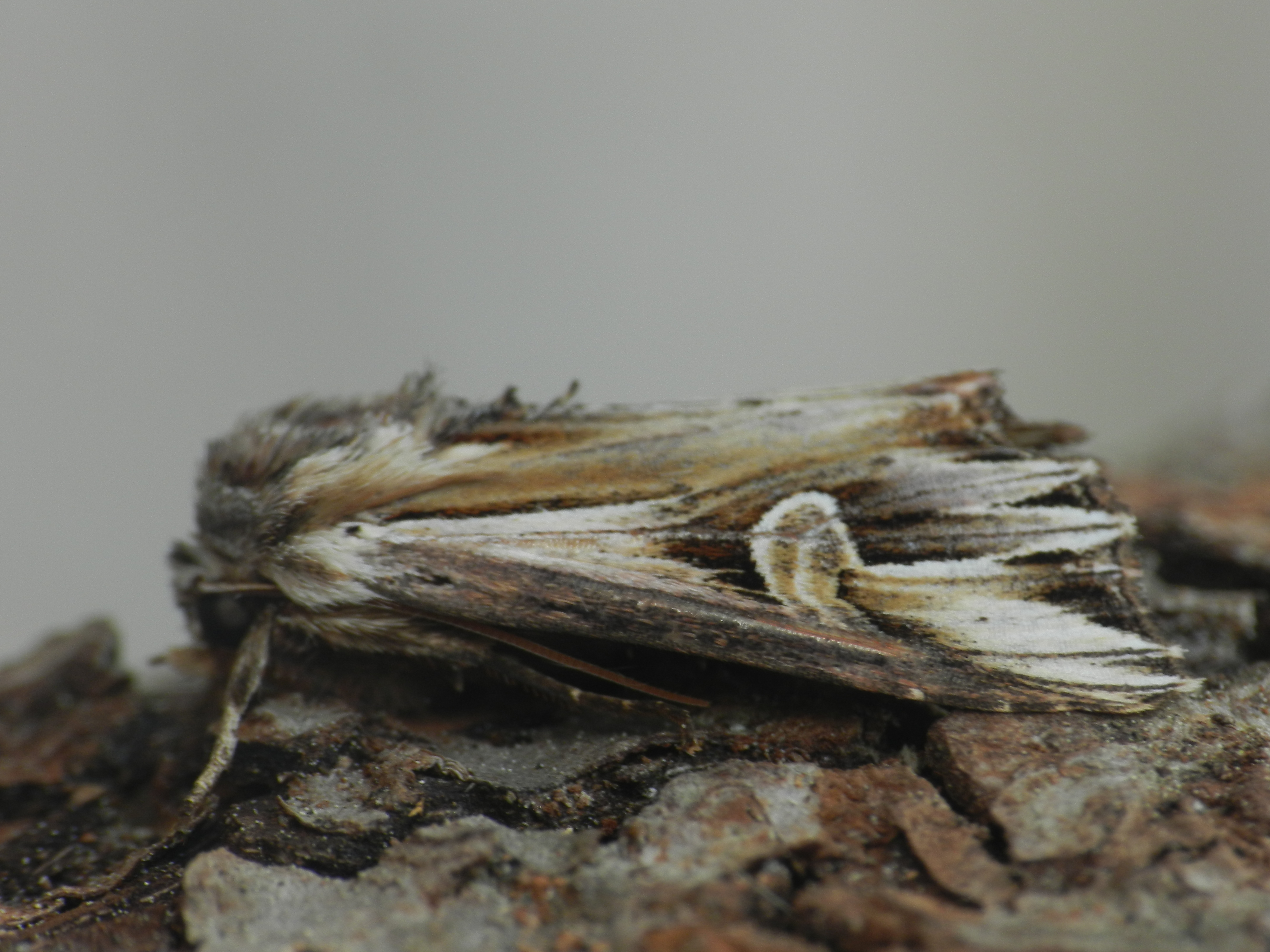